# Kościół św. Teresy i klasztor ss. Opatrzności Bożej we Lwowie
Kościół św. Teresy i klasztor ss. Opatrzności Bożej we Lwowie – jest położony przy ul. Bandery 32 (ukr. вул. Бандери, 32; przed 1945 - ul. Leona Sapiehy).

## Historia kościoła i klasztoru
W 1857 zostało założone we Lwowie z inicjatywy arcybiskupa lwowskiego  Łukasza Baranieckiego zgromadzenie zakonne sióstr Opatrzności Bożej; założycielką była Antonina Mirska. W latach 1860 – 1862 przy ul. Leona Sapiehy (obecnie ul. Stepana Bandery), wybudowano niewielki kościół wraz z klasztorem. Siostry Opatrzności Bożej prowadziły zakład wychowawczo-naukowy dla uczennic szkól powszechnych.
Projekt kościoła wykonał architekt Józef Franc. Kościół był jednonawowy, murowany z cegły, tynkowany. Zamykała go pięcioboczna ołtarzowa absyda. Nad nawą zbudowano metalową sygnaturkę. Wnętrze ścian zdobiły drewniane panele i malowidła ścienne utrzymane w stylu neorenesansu i neobaroku. 
W prezbiterium zbudowano ołtarz główny a w nawie – dwa boczne. W ołtarzu głównym znajdował się obraz Niepokalanego Poczęcia NMP pędzla córki Aleksandra Fredry, hrabiny Zofii Szeptyckiej oraz drewniane rzeźby św. Piotra i Pawła. W ołtarzach bocznych były obrazy Matki Boskiej Nieustającej Pomocy i św. Teresy z Ávili. 
W 1892 w kościele umieszczono organy firmy Jana Śliwińskiego.
W 1903 przeprowadzono remont kościoła pod kierownictwem architekta W. Halickiego. Kolejny remont miał miejsce w latach 1927 – 1929. 
W czasie wojny kościół został zarekwirowany przez Niemców na potrzeby wojskowe.
Po II wojnie światowej kościół i budynki klasztorne przekazano na potrzeby Politechniki Lwowskiej, która przebudowała gmach kościoła dzieląc go na trzy piętra i lokując tam swoje laboratoria. Do dziś zachowała się jednak absyda kościoła. 
Siostry Opatrzności Bożej po opuszczeniu klasztoru wyjechały do Polski.